# U tišini
„U tišini“ je dokumentarni televizijski esej u trajanju od 52 minute i predstavlja slikara Svetu Martinovića Bajicu, reditelja Slobodana Ž. Jovanovića, a u proizvodnji Radio-televizije Srbije 1993. godine.
Sveto Martinović Bajica je izuzetni grafičar koji već godinama stvara zaista u tišini i radi u svojim Begovinama, nedaleko od Danilovgrada.

## Autorska ekipa
- Reditelj Slobodan Ž. Jovanović
- Scenario Slobodan Ž. Jovanović
- Direktor fotograf. Dragoljub Mančić
- Kompozitor  Petar Antonović
- Scenograf Sava Aćin

## Učestvuju
- Sveto Martinović Bajica
- Ivan Jagodić, kao narator

## Spoljašnje veze
- U tišini на веб-сајту  (језик: енглески)
- https://web.archive.org/web/20120525200329/http://www.vajarska-kolonija.co.me/files/biografije.htm